# فیلم‌شناسی سونگ جونگ کی
سونگ جونگ کی (کره‌ای: 송중기؛ زادهٔ ۱۹ سپتامبر ۱۹۸۵) بازیگر اهل کره جنوبی است.

## فیلم
|  |  | عنوان                               | نقش           | توضیحات        | منابع         |
|  |  | ----------------------------------- | ------------- | -------------- | ------------- |
|  |  | یک گل یخ‌زده                         | نو-تاک        |                | [ ۱ ]         |
|  |  | پنج حس اروس                         | یو جه-هیوک    |                | [ ۲ ]         |
|  |  | پرونده قتل ایته‌وون                  | جو جونگ-پیل   |                | [ ۳ ]         |
|  |  | پنجه‌های دلچسب ۲                     | دونگ-ووک      |                | [ ۴ ]         |
|  |  | انبردست پنی                         | چون جی-وونگ   |                | [ ۵ ]         |
|  |  | ریو                                 | بلو           | دوبلهٔ کره‌ای    | [ ۶ ]         |
|  |  | پنگوئن‌های امپراتور، پنگ-ای و سوم-ای | راوی          |                | [ ۷ ]         |
|  |  | سرقت بزرگ                           | جونگ-گون بزرگ | حضور افتخاری   | [ ۸ ]         |
|  |  | پسر گرگ‌نما                          | چول-سو        |                | [ ۹ ]         |
|  |  | جزیره کشتی جنگی                     | پارک مو-یونگ  |                | [ ۱۰ ]        |
|  |  | رفتگرهای فضایی                      | کیم ته-هو     | انتشار نتفلیکس | [ ۱۱ ] [ ۱۲ ] |
|  |  | بوگوتا: شهر گمشده                   | گوک-هی        |                | [ ۱۳ ] [ ۱۴ ] |

## مجموعه تلویزیونی
| سال  | عنوان                         | نقش                            | شبکه     | توضیحات              | منابع  |
| ---- | ----------------------------- | ------------------------------ | -------- | -------------------- | ------ |
| ۲۰۰۷ | کارل رو بگیر! اوه سوجونگ      | گزارشگر ۲                      | اس‌بی‌اس   |                      | [ ۱۵ ] |
| ۲۰۰۸ | مسابقهٔ عشق                    | مرد جوان‌تر                     | وای‌تی‌ان  |                      | [ ۱۶ ] |
| ۲۰۰۸ | تو باارزش منی                 | جانگ جین-هو                    | کی‌بی‌اس۲  |                      | [ ۱۷ ] |
| ۲۰۰۹ | سه‌گانه                        | جی پونگ-هو                     | ام‌بی‌سی   |                      | [ ۱۸ ] |
| ۲۰۰۹ | بانوی زیبای من                | سر پیشخدمت                     | کی‌بی‌اس۲  | حضور افتخاری، قسمت ۱ | [ ۱۹ ] |
| ۲۰۰۹ | آیا کریسمس برف می‌بارد؟        | هان جی-یونگ                    | اس‌بی‌اس   |                      | [ ۲۰ ] |
| ۲۰۱۰ | پزشکان زنان و زایمان          | آن کیونگ-وو                    | اس‌بی‌اس   |                      | [ ۲۱ ] |
| ۲۰۱۰ | رسوایی سونگ‌کیون‌کوان           | گو یونگ-ها                     | کی‌بی‌اس۲  |                      | [ ۲۲ ] |
| ۲۰۱۱ | درختی با ریشه عمیق            | جوانی یی دو                    | اس‌بی‌اس   | قسمت‌های ۱ تا ۴، ۶، ۸ | [ ۲۳ ] |
| ۲۰۱۲ | مرد بی‌گناه                    | کانگ ما-رو                     | کی‌بی‌اس۲  |                      | [ ۲۴ ] |
| ۲۰۱۶ | نسل خورشید                    | یو شی-جین                      | کی‌بی‌اس۲  |                      | [ ۲۵ ] |
| ۲۰۱۶ | صدای قلب تو                   | وبتونیست                       | کی‌بی‌اس۲  | حضور افتخاری، قسمت ۱ | [ ۲۶ ] |
| ۲۰۱۷ | تن به تن                      | کارمند بانک                    | جی‌تی‌بی‌سی | حضور افتخاری، قسمت ۹ | [ ۲۷ ] |
| ۲۰۱۹ | سرگذشت آسدال                  | اون سوم / سایا                 | تی‌وی‌ان   |                      | [ ۲۸ ] |
| ۲۰۲۱ | وینچنزو                       | وینچنزو کاسانو / پارک جو-هیونگ | تی‌وی‌ان   |                      | [ ۲۹ ] |
| 2022 | زنان کوچک                     | پارک جو-هیونگ                  | تی وی ان | حضور افتخاری قسمت 2  |        |
| ۲۰۲۲ | تولد دوباره در خانواده پولدار | یون هیون-وو / جین دو-جون       | جی‌تی‌بی‌سی |                      | [ ۳۰ ] |
| 2024 | ملکه اشک ها                   | وینچنزو                        | تی وی ان | حضور افتخاری قسمت 8  |        |

## برنامه‌های تلویزیونی
| سال     | عنوان                       | شبکه     | توضیحات                                                                          | منابع         |
| ------- | --------------------------- | -------- | -------------------------------------------------------------------------------- | ------------- |
| ۱۰–۲۰۰۹ | بیا بریم! رؤیای تیم فصل ۲   | کی‌بی‌اس۲  | عضو بازیگران، قسمت‌های ۱، ۱۰–۱۳                                                   | [ ۳۱ ]        |
| ۱۱–۲۰۱۰ | رانینگ من                   | اس‌بی‌اس   | عضو بازیگران، قسمت‌های ۱–۴۱ مهمان، قسمت ۶۶ حضور افتخاری، قسمت‌های ۷۱، ۹۷، ۲۵۱، ۲۸۳ | [ ۳۲ ]        |
| ۲۰۱۱    | من واقعی هستم: سونگ جونگ-کی | کیوتی‌وی  | نمایش دو قسمتی بازدید شهر توکیو                                                  | [ ۳۳ ]        |
| ۱۲–۲۰۱۱ | اشک‌های قطب جنوب             | ام‌بی‌سی   | راویِ مستند                                                                       | [ ۳۴ ]        |
| ۲۰۱۶    | کی‌بی‌اس نیوز ۹               | کی‌بی‌اس   | اولین بازیگری که در اخبارِ زمان اصلی ظاهر می‌شود                                   | [ ۳۵ ]        |
| ۲۰۱۶    | هپی کمپ                     | اچ‌بی‌اس   | اولین حضورش در یک وریتی شویِ چینی                                                 |               |
| ۲۰۱۶    | رانینگ من چینی فصل ۴        | زدآرتی‌جی | مهمان، قسمت ۷ حضور او بالاترین ریتینگ برنامه‌های تلویزیونی را در چین کسب کرد      | [ ۳۶ ] [ ۳۷ ] |
| ۲۰۱۷    | جی‌تی‌بی‌سی نیوزروم            | جی‌تی‌بی‌سی | مصاحبه                                                                           | [ ۳۸ ]        |
| ۲۰۲۱    | The Game Caterers           | تی‌وی‌ان   | همراه گروه بازیگران وینچنزو، قسمت ۱۳                                             | [ ۳۹ ]        |

## حضور در موزیک ویدئو
| سال  | نام آهنگ                                    | هانگول                   | هنرمند       | منابع         |
| ---- | ------------------------------------------- | ------------------------ | ------------ | ------------- |
| ۲۰۰۹ | «زبان شرور» Wicked Tongue                   | 독설 (lit. vituperation) | تی           | [ ۴۰ ] [ ۴۱ ] |
| ۲۰۱۲ | «همهٔ مردها همینطورند» Men Are All Like That | 남자가 다 그렇지 뭐      | کیم جونگ کوک | [ ۴۲ ] [ ۴۳ ] |
| ۲۰۲۱ | «اتفاق افتادن» Happen                       | 헤픈 우연                | Heize        | [ ۴۴ ]        |

## میزبان
| سال     | شبکه              | برنامه                                    | توضیحات                     | منابع  |
| ------- | ----------------- | ----------------------------------------- | --------------------------- | ------ |
| ۱۰–۲۰۰۹ | کی‌بی‌اس۲           | بانک موسیقی                               | همراه سو هیو-ریم            | [ ۴۵ ] |
| ۲۰۱۰    | کی‌بی‌اس۲           | دومین جوایز موسیقی ملون                   |                             | [ ۴۶ ] |
| ۲۰۱۰    | کی‌بی‌اس۲           | بیست و چهارمین جوایز درامای کی‌بی‌اس        | همراه چوی سو-جونگ، لی دا-هه | [ ۴۷ ] |
| ۲۰۱۱    | ام‌نت              | جوایز برگزیده ۲۰ ام‌نت                     | همراه سوزی                  | [ ۴۸ ] |
| ۲۰۱۱    | کی‌بی‌اس۲           | کنسرت رؤیا (Dream Concert)                | همراه کیم هی-چول، گو هارا   | [ ۴۹ ] |
| ۲۰۱۲    | جی‌تی‌بی‌سی          | ساخته شده در تو (Made in U)               |                             | [ ۵۰ ] |
| ۲۰۱۲    | ام‌نت              | چهاردهمین جوایز موسیقی آسیایی ام‌نت        |                             | [ ۵۱ ] |
| ۲۰۱۷    | ام‌نت              | نوزدهمین جوایز موسیقی آسیایی ام‌نت         |                             | [ ۵۲ ] |
| ۲۰۱۸    | ام‌نت              | بیستمین جوایز موسیقی آسیایی ام‌نت          |                             | [ ۵۳ ] |
| ۲۰۲۰    | ام‌نت              | بیست و دومین جوایز موسیقی آسیایی ام‌نت     |                             | [ ۵۴ ] |
| ۲۰۲۱    | ام‌نت              | بیست و سومین جوایز موسیقی آسیایی ام‌نت     |                             | [ ۵۵ ] |
| ۲۰۲۱    | ناور تی‌وی، یوتیوب | بیست و ششمین جشنواره بین‌المللی فیلم بوسان | همراه پارک سو-دام           | [ ۵۶ ] |